# Thomas Strauß
Thomas Strauß (ur. 15 grudnia 1953 w Berlinie) – niemiecki wioślarz reprezentujący RFN, brązowy medalista igrzysk olimpijskich.
Wystąpił na igrzyskach olimpijskich w Montrealu w 1976, gdzie wspólnie z Peterem van Roye zajął trzecie miejsce w dwójkach bez sternika. W finale uplasowali się o 6,72 sekundy za osadą NRD i o 3,30 sekundy za osadą USA. Był to jego jedyny start olimpijski.
Po zakończeniu kariery był psychologiem i psychoterapeutą. Odznaczony Srebrnym Liściem Laurowym, najwyższym sportowym odznaczeniem państwowym. 